# Azzano San Paolo
Azzano San Paolo es una localidad y comune italiana de la provincia de Bérgamo, región de Lombardía, con 7.554 habitantes.

## Evolución demográfica
| Gráfica de evolución demográfica de Azzano San Paolo entre 1861 y 2001 |
|                                                                        |
| Fuente ISTAT - elaboración gráfica de Wikipedia                        |